# 锡沃核电站
锡沃核电站（法語：Centrale Nucléaire de Civaux）是法国维埃纳省锡沃村内的一座核电站，位于維埃納河畔，普瓦捷东南44千米处。核电站有两个运行机组，每个机组的设计净输出功率为1350MWe，2010年功率提升至1360MWe，其冷却用水取自維埃納河。截至2014年，有582人在锡沃核电站工作，其中女性占2.9%。锡沃核电站的冷却塔高度为178米，是法国电力公司的核电站中最高的。